# Luzarches
Luzarches és un municipi francès, situat al departament de Val-d'Oise i a la regió d'Illa de França. L'any 2007 tenia 4.084 habitants.
Forma part del cantó de Fosses, del districte de Sarcelles i de la Comunitat de comunes Carnelle Pays-de-France.

## Demografia

### Població
El 2007 la població de fet de Luzarches era de 4.084 persones. Hi havia 1.642 famílies, de les quals 489 eren unipersonals (204 homes vivint sols i 285 dones vivint soles), 450 parelles sense fills, 553 parelles amb fills i 150 famílies monoparentals amb fills.
La població ha evolucionat segons el següent gràfic:
Habitants censats

### Habitatges
El 2007 hi havia 1.830 habitatges, 1.669 eren l'habitatge principal de la família, 66 eren segones residències i 95 estaven desocupats. 1.197 eren cases i 613 eren apartaments. Dels 1.669 habitatges principals, 1.102 estaven ocupats pels seus propietaris, 519 estaven llogats i ocupats pels llogaters i 48 estaven cedits a títol gratuït; 105 tenien una cambra, 267 en tenien dues, 267 en tenien tres, 311 en tenien quatre i 719 en tenien cinc o més. 1.145 habitatges disposaven pel capbaix d'una plaça de pàrquing. A 800 habitatges hi havia un automòbil i a 671 n'hi havia dos o més.

### Piràmide de població
La piràmide de població per edats i sexe el 2009 era:
| Homes | Edats   | Dones |
| ----- | ------- | ----- |
| 0     | 95 o +  | 8     |
| 0     | 90 a 94 | 24    |
| 20    | 85 a 89 | 28    |
| 12    | 80 a 84 | 44    |
| 36    | 75 a 79 | 72    |
| 68    | 70 a 74 | 60    |
| 72    | 65 a 69 | 92    |
| 76    | 60 a 64 | 108   |
| 80    | 55 a 59 | 72    |
| 156   | 50 a 54 | 120   |
| 144   | 45 a 49 | 164   |
| 116   | 40 a 44 | 168   |
| 120   | 35 a 39 | 156   |
| 132   | 30 a 34 | 160   |
| 160   | 25 a 29 | 104   |
| 114   | 20 a 24 | 124   |
| 140   | 15 a 19 | 168   |
| 176   | 10 a 14 | 136   |
| 164   | 5 a 9   | 172   |
| 56    | 0 a 4   | 108   |

## Economia
El 2007 la població en edat de treballar era de 2.677 persones, 2.051 eren actives i 626 eren inactives. De les 2.051 persones actives 1.904 estaven ocupades (983 homes i 921 dones) i 147 estaven aturades (68 homes i 79 dones). De les 626 persones inactives 170 estaven jubilades, 293 estaven estudiant i 163 estaven classificades com a «altres inactius».

### Ingressos
El 2009 a Luzarches hi havia 1.664 unitats fiscals que integraven 4.053 persones, la mediana anual d'ingressos fiscals per persona era de 25.210 €.

### Activitats econòmiques
Dels 209 establiments que hi havia el 2007, 4 eren d'empreses alimentàries, 6 d'empreses de fabricació d'altres productes industrials, 30 d'empreses de construcció, 35 d'empreses de comerç i reparació d'automòbils, 10 d'empreses de transport, 13 d'empreses d'hostatgeria i restauració, 6 d'empreses d'informació i comunicació, 9 d'empreses financeres, 17 d'empreses immobiliàries, 36 d'empreses de serveis, 23 d'entitats de l'administració pública i 20 d'empreses classificades com a «altres activitats de serveis».
Dels 68 establiments de servei als particulars que hi havia el 2009, 1 era una oficina d'administració d'Hisenda pública, 1 gendarmeria, 1 oficina de correu, 3 oficines bancàries, 2 funeràries, 2 tallers de reparació d'automòbils i de material agrícola, 2 autoescoles, 3 paletes, 3 guixaires pintors, 3 fusteries, 4 lampisteries, 9 electricistes, 3 empreses de construcció, 5 perruqueries, 3 veterinaris, 10 restaurants, 7 agències immobiliàries, 4 tintoreries i 2 salons de bellesa.
Dels 11 establiments comercials que hi havia el 2009, 1 era un hipermercat, 1 una botiga de més de 120 m², 2 fleques, 1 una fleca, 1 una peixateria, 2 botigues de roba, 1 una botiga de roba, 1 una botiga de mobles i 1 una joieria.
L'any 2000 a Luzarches hi havia 6 explotacions agrícoles.

## Equipaments sanitaris i escolars
Els 2 equipaments sanitaris que hi havia el 2009 eren farmàcies.
El 2009 hi havia 1 escola maternal i 1 escola elemental. A Luzarches hi havia 1 col·legi d'educació secundària i 1 liceu d'ensenyament general. Als col·legis d'educació secundària hi havia 629 alumnes i als liceus d'ensenyament general 697.

## Poblacions més properes
El següent diagrama mostra les poblacions més properes.